# Die Saat
Die Saat (Originaltitel: The Strain) ist ein Roman von Chuck Hogan und dem mexikanischen Regisseur und Autor Guillermo del Toro aus dem Jahr 2009. Erstveröffentlicht wurde der Roman unter dem Titel The Strain im Jahre 2009. Der Roman ist der erste Teil einer Trilogie, die durch Das Blut und die Die Nacht fortgesetzt wird. Die Saat ist die Vorlage für die Fernsehserie The Strain.

## Inhalt
Am New Yorker JFK-Flughafen landet ein Passagierflugzeug und bleibt ohne erkennbaren Grund auf dem Rollfeld stehen. Sämtliche Systeme sind abgeschaltet und es kommt kein Lebenszeichen aus der Maschine. Der Seuchenexperte Ephraim Goodweather betritt mit seiner Assistentin das Flugzeug und findet bis auf 4 Personen nur noch blutleere Leichen vor.

## TV-Serie
Am 21. September 2012 wurde bekannt gegeben, dass eine Adaption des Romans als Fernsehserie geplant ist. Der amerikanische Kabelsender FX Network hat sich die Rechte gesichert und bereits Carlton Cuse als Showrunner verpflichtet. Eine Pilotfolge ist demnach bereits bestellt, wofür Guillermo del Toro zusammen mit Chuck Hogan auch das Drehbuch schreiben wird. Des Weiteren soll Del Toro die erste Episode auch inszenieren sowie neben Cuse als ausführender Produzent der Serie dienen.
Die Ausstrahlung der Serie begann in den Vereinigten Staaten im Juli 2014. 2015 strahlte FX Network die 2. Staffel aus. In Deutschland startete die Ausstrahlung der ersten Staffel im Juli 2015.

## Hörbücher
- Dieser Roman ist auch als Hörbuch erhältlich, vorgelesen von David Nathan. Die englische Version liest Ron Perlman.

## Ausgaben
- Chuck Hogan, Guillermo del Toro: Die Saat (Aus dem Amerikanischen von Jürgen Bürger und Kathrin Bielfeldt), Heyne Verlag, München 2010, ISBN 978-3-453-43518-6